# Don Testerman
Donald Ray Testerman (Danville, 7 novembre 1952 – Greenville, 8 maggio 2018) è stato un giocatore di football americano statunitense che ha militato nel ruolo di running back per quattro stagioni nella National Football League (NFL). Fu scelto nel corso del decimo giro (282º assoluto) del Draft NFL 1976 dai Seattle Seahawks. Al college ha giocato a football alla Clemson University.

## Carriera professionistica
Testerman fu scelto nel corso del decimo giro del Draft 1976 dalla neonata franchigia dei Seattle Seahawks. Con essi disputò tre stagioni come fullback titolare. La sua annata migliore fu quella del 1977 quando corse per 459 yard, segnò un touchdown su corsa e 4 su ricezione. Nei suoi tre anni coi Seahawks, Don si classificò al quinto posto tra i maggiori corridori della franchigia. Prima della stagione 1979, Testerman fu scambiato coi Washington Redskins in cambio di una scelta del quinto giro del Draft NFL 1980 ma fu tagliato da questi il 25 agosto 1980 senza aver mai messo piede in campo. Nella stagione 1980, Testerman disputò le ultime cinque gare della carriera con i Miami Dolphins.

## Statistiche
| Partite totali         | 49  |
| Yard su ricezione      | 594 |
| Touchdown su ricezione | 5   |
| Yard su corsa          | 865 |
| Touchdown su corsa     | 2   |